# Brittany Daniel
Brittany Ann Daniel (Gainesville, 17 de març de 1976) és una actriu de cinema i televisió estatunidenca, és bessona de l'actriu i fotògrafa Cynthia Daniel.

## Biografia
És cinc minuts major que la seua germana bessona Cynthia. Les dues tenen un germà major, Brad (nascut en 1968). A l'edat d'11 anys, les dues bessones començaren a modelar i van aparèixer a Seventeen i YM. Tingueren la seua primera actuació amb una aparició als anys 80 a la sitcom The New Leave It to Beaver. Li va continuar una progressiva carrera.
Brittany és coneguda principalment perquè va interpretar el paper de Jessica Wakefield a la sèrie televisiva Les bessones de Sweet Valley (Sweet Valley High). Al mateix temps del rodatge d'esta sèrie va tindre lloc el seu debut cinematogràfic al drama The Basketball Diaries de 1995, junt a Leonardo DiCaprio. Més endavant també apareixeria a la sèrie Dawson's creek. I ha treballat a les pel·lícules White Chicks i Little Man junt als germans Wayans (Shawn i Marlon).
Dels premis a la seua reconeguda bellesa hi està ocupar el lloc 78 de la llista de la revista Stuff de les "102 dones més sexys del món" de 2002.

## Filmografia
| Cinema    | Cinema                                   | Cinema            | Cinema                                       |
| Any       | Pel·lícula                               | Rol/Paper         | Notes                                        |
| --------- | ---------------------------------------- | ----------------- | -------------------------------------------- |
| 1995      | Diari d'un rebel                         | Blinkie           |                                              |
| 1999      | Sonic Impact                             | Rachel            |                                              |
| 2001      | La bruta història de Joe Porc (Joe Dirt) | Brandy            |                                              |
| 2004      | Club Disbauxa (Club Dread)               | Jenny             | Títol alternatiu: Broken Lizard's Club Dread |
| 2004      | Dues rosses amb pebrots (White Chicks)   | Megan Vandergeld  |                                              |
| 2005      | Dirty                                    | Tatiana           |                                              |
| 2006      | Rampage: The Hillside Strangler Murders  | Samantha Stone    |                                              |
| 2006      | Little Man                               | Brittany          |                                              |
| 2006      | The Hamiltons                            | Dani Cummings     |                                              |
| 2007      | Last of the Romantics                    | Sarah Xavier      |                                              |
| 2007      | Loveless in Los Angeles                  | Kelly             |                                              |
| Televisió |                                          |                   |                                              |
| Any       | Títol                                    | Rol/Paper         | Notes                                        |
| 1985      | The New Leave It to Beaver               | Zorigna #1        | 1 episodi                                    |
| 1992      | Swans Crossing                           | Mila Rosnovsky    | Episodis desconeguts                         |
| 1994-1997 | Sweet Valley High                        | Jessica Wakefield | 57 episodis                                  |
| 1999      | Dawson's Creek                           | Eve Whitman       | 4 episodis                                   |
| 2000      | Fortunate Son                            |                   | telefilm                                     |
| 2000      | On Hostile Ground                        | Cindy Evers       | telefilm                                     |
| 2002      | That 70s Show                            | Penny             | 1 episodi                                    |
| 2002      | That 80s Show                            | Sophia            | 13 episodis                                  |
| 2003      | 111 Gramercy Park                        | Brynn Martin      | Episodi pilot                                |
| 2003      | Just Shoot Me!                           | Sarah             | 1 episodi                                    |
| 2004      | North Shore                              | Cari Layne        | 1 episodi                                    |
| 2005-2007 | It's Always Sunny in Philadelphia        | Carmen            | 2 episodis                                   |
| 2006      | Community Service                        | Carly Phillips    | telefilm                                     |
| 2006      | Totally Awesome                          | Kimberly          | telefilm                                     |
| 2006-2009 | The Game                                 | Kelly Pitts       | 47 episodis                                  |

## Premis i nominacions
| Any  | Premi                                                    | Resultat   | Categoria                                                          | Pel·lìcula o serie                     |
| ---- | -------------------------------------------------------- | ---------- | ------------------------------------------------------------------ | -------------------------------------- |
| 1993 | Premis Young Artist                                      | Nominada   | Millor joven actriu a una serie fora d'horaris de màxima audiència | Swans Crossing                         |
| 1995 | Premis Young Artist                                      | Guanyadora | Millor Performance: Joven actriz en una serie de tv de comedia     | Sweet Valley High (amb Cynthia Daniel) |
| 2007 | New York International Independent Film & Video Festival | Guanyadora | Millor Actriu                                                      | Last of the Romantics                  |
| 2007 | MTV Movie Awards                                         | Nominada   | Millor besada                                                      | Little Man (amb Marlon Wayans)         |